# Співаківський газоносний район
Співаківський газоносний район — входить до складу Дніпровсько-Донецької нафтогазоносної області, Східного нафтогазоносного регіону України. Розташований в приосьовій зоні ДДЗ. За тектонічною будовою суттєво відрізняється від сусіднього Машівсько-Шебелинського тим, що ядра найбільших брахіантикліналей сильно припідняті і на еродованих відкладах середнього карбону незгідно залягають породи мезозою, іноді кайнозою. Це призвело до «розкриття» найперспективніших для пошуків вуглеводнів об'єктів. Слід зауважити, що верхня границя активного катагенезу в межах району піднімаються значно вище, ніж в сусідньому Машівсько-Шебелинському, що пояснює невелику щільність прогнозних ресурсів, які приурочені до потужних відкладів середнього і нижнього карбону. В даному районі виділена лише одна Співаківсько-Червонооскольська зона газонакопичення з полуторним структурним контролем.